# Golden Axe Warrior
Golden Axe Warrior (ゴールデンア ックスウォーリア) est un jeu vidéo d'aventure développé par Sega et édité sur Master System en 1991.
Après le succès de Golden Axe, les responsables de Sega ont voulu faire un jeu dans la veine de The Legend of Zelda, le jeu à succès de la console concurrente, la NES. Si l'objectif n'est pas tout à fait atteint, Golden Axe Warrior demeure néanmoins un jeu plaisant et beaucoup le considèrent encore comme un classique. Le rapport avec le jeu original tient notamment à la présence de la « Golden Axe » (la Hache d'Or) et du grand ennemi Death Adder. Le héros doit parcourir le monde à la recherche des neuf cristaux cachés dans neuf labyrinthes, avec l'aide d'épées et d'armures fantastiques et de pouvoirs magiques.

## Description
Golden Axe Warrior est un jeu d'action-aventure où le joueur dirige librement un personnage sur la carte du monde ou dans les espaces clos tels que les donjons. Le personnage est vu d’en haut, ce qui permet d’embrasser tout l’espace du regard. Étant donné la longueur du jeu, un système de sauvegarde est inclus, permettant de reprendre la partie ultérieurement.

## Système de jeu
L’aire de jeu où se déplace le personnage est divisée en tableaux, où sont répartis les éléments du décor, de la dimension exacte d’un écran. Ainsi, à chaque fois que le personnage sort par un côté de l’écran, il arrive sur un nouveau tableau. Sur ces tableaux peuvent se trouver des monstres que le personnage peut combattre. Pour ce faire, il dispose d’une épée, d’une hache et d’un système simple de magie. La vitalité du personnage se mesure à une jauge constituée de cœurs, et son énergie magique à une jauge constituée de pots. Quand le personnage se fait toucher par un objet dangereux (ennemi, piège, lave), il perd une partie de sa vitalité. Quand sa jauge de vie est vide, la partie est terminée et il faut reprendre la partie à la dernière sauvegarde, avec une pénalité d’argent. L’argent est mesuré en horns (cornes) et sert essentiellement à se recharger en vie et magie ou acheter des fournitures. Le joueur dispose d’un inventaire contenant des objets et des magies qu’il peut utiliser pour agir sur les objets à l’écran. Cet inventaire s’enrichit à mesure que la partie avance et certains permettent d’accéder à des zones de la carte jusqu’alors inaccessibles (grappin, bateau, etc.). La partie alterne entre extérieur (carte du monde, villages) et intérieur (maison, donjon). Le joueur peut abattre des arbres ou détruire des rochers pour se frayer un passage vers un endroit autrement inaccessible ou révéler un escalier donnant dans une maison souterraine (magasin, bonus de vie, etc.).